# 公主岭南站
公主岭南站位于中华人民共和国吉林省长春市公主岭市环岭街道石人村，由沈阳局集团长春车务段管辖。经过铁路有京哈高速铁路，北距哈尔滨西站303公里，距吉林省会长春市75公里，南距大连北站618公里，是黑龙江省和吉林省与关内联系的交通要道。

## 车站结构
车站整体建筑呈“品”字形，中间为进站口，西侧为售票厅，东侧为出站口；候车厅内的墙砖和地砖均为米黄色，棚顶为敞开式银灰色铝条板，正前方是一个巨大的LED显示屏，以显示相关候车信息；大厅内设有近200个座椅，可同时容纳500人候车。

### 站场布局
公主岭南站站场规模为2台4线，侧式站台2座，正线和到发线各2条。
| 西↑ | 站房 |                                                               |  |
|     | 侧式 |                                                               |  |
| 3道 | 1    | 到发线                                                        |  |
| Ⅰ道 | 无   | （四平东站） 京哈高速线 下行正线 往哈尔滨站方向（长春西站）   |  |
| Ⅱ道 | 无   | （四平东站） 京哈高速线 上行正线 往北京朝阳站方向（长春西站） |  |
| 4道 | 2    | 到发线                                                        |  |
|     | 侧式 |                                                               |  |
| 东↓ |      |                                                               |  |